# Bill Green (Sprinter)
Bill Green (eigentlich William Ernest Green; * 1. Mai 1961 in Pittsburgh; † 4. März 2012 in Spokane) war ein US-amerikanischer Sprinter.
Beim Leichtathletik-Weltcup 1979 in Montreal siegte er in der 4-mal-400-Meter-Staffel.
Der US-Boykott verhinderte eine Teilnahme an den Olympischen Spielen 1980 in Moskau. Beim ersatzweise abgehaltenen Liberty Bell Classic gewann er Bronze über 400 m.

## Persönliche Bestzeiten
- 100 m: 10,25 s, 2. Mai 1981, Westwood
- 200 m: 20,53 s, 2. Mai 1981, Westwood
- 400 m: 45,07 sm 10. Mai 1981, Westwood